# Pierre-Yves Guillard
Pierre-Yves Guillard (Poitiers, 27 maggio 1984) è un ex cestista francese.

## Carriera
Dal 2001 al 2020 ha militato nel Poitiers Basket 86, con cui ha disputato la Pro A dal 2009 al 2013 (disputando 109 incontri di massima serie).

## Palmarès
- Pro B: 1

Poitiers: 2008-09